# Maryhill
Maryhill (Scots: Maryhill, Schottisch-Gälisch: Cnoc Mhoire) ist ein Stadtteil der Stadt Glasgow in Schottland. Der Nordwesten der Stadt ist mit der Maryhill Railway Station an das schottische Eisenbahnnetz angeschlossen.

## Geschichte
Hew Hill, Lord of Gairbraid, hatte keine männlichen Nachkommen und hinterließ sein Gut deshalb seiner Tochter, Mary Hill (1730–1809).
Maryhill war auf Grund der vielen Kanäle und der ansässigen Glasindustrie als Venedig des Nordens bekannt.

## Politik
Maryhill ist Teil des Wahlkreises Glasgow Maryhill and Springburn im Schottischen Parlament und des 21 Maryhill/Kelvin Verwaltungsbezirk von Glasgow City Council.
Glasgow Maryhill war von 1918 bis 2005 sein eigener Wahlkreis im Britischen Parlament. Heute ist es Teil des Wahlkreises Glasgow North.

### Wappen

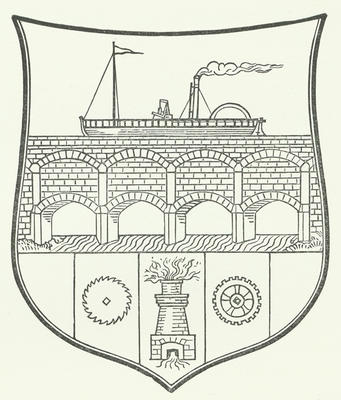
Wappen von Maryhill

Das Wappen von Maryhill zeigt ein Dampfschiff auf einem Aquädukt des Forth and Clyde Kanals über den Fluss Kelvin, sowie einen Glasofen, ein Sägeblatt und ein Zahnrad. Es wurde 1885 von Alexander Thomson entworfen, einem eingeborenen Historiker.

## Demografie
Im Jahr 2015 betrug die Einwohnerzahl 73.493.
Die Wohltätige Organisation „Maryhill Integration Network“ wurde 2001 ins Leben gerufen um den kulturellen Dialog zu fördern.

## Sport
Das Firhill Stadium befindet sich in Maryhill, seit 1909 Heimspielstätte des Scottish Premiership club’s Partick Thistle.

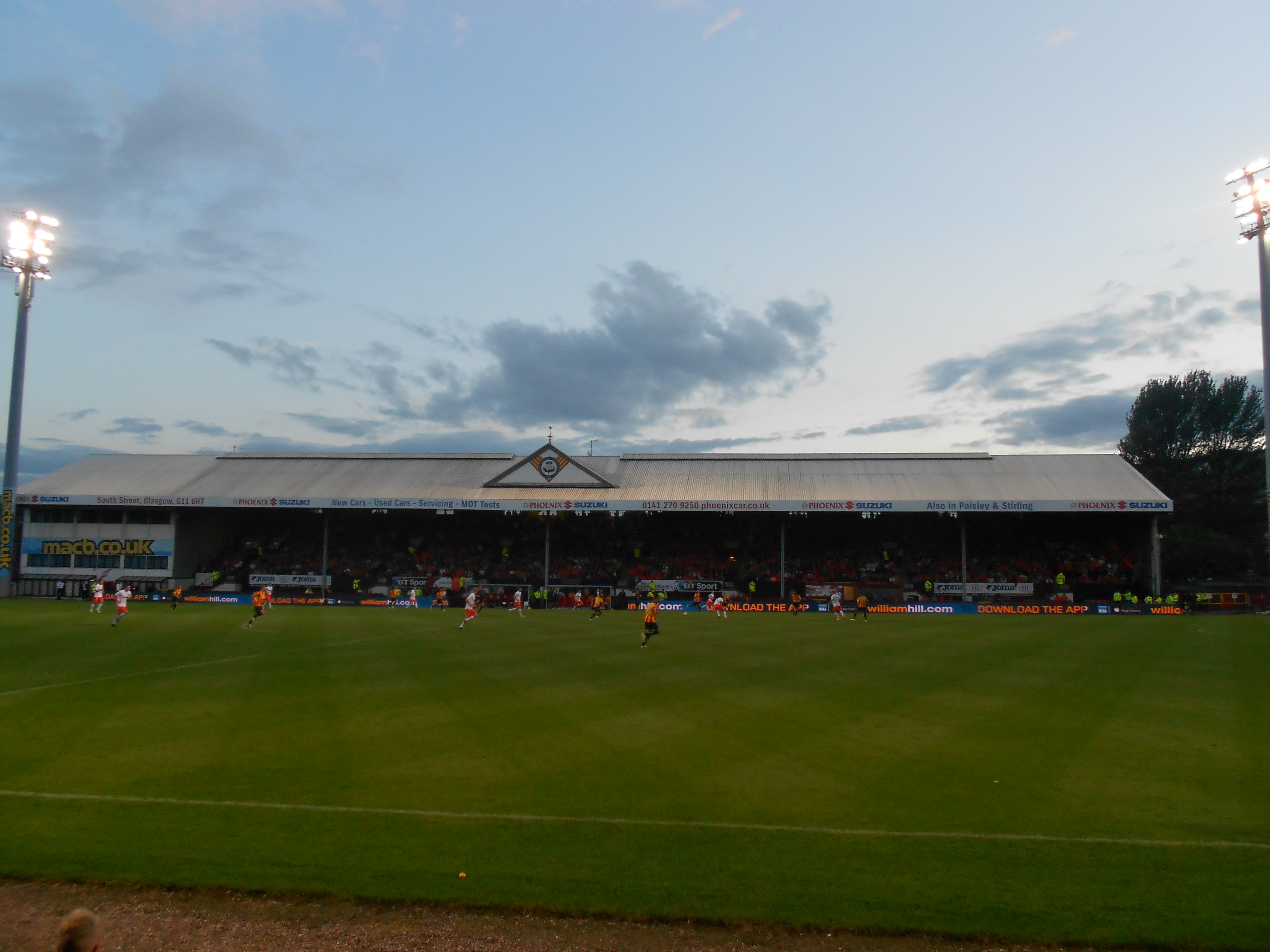
Das Firhill Stadium

## Persönlichkeiten
- Jerry Reynolds (1867–1944), Fußballspieler
- Maggie Bell (* 1945), Bluesrock-Sängerin
- Donovan (* 1946), Singer-Songwriter
- Robert Carlyle (* 1961), Schauspieler
- Sean Biggerstaff (* 1983), Schauspieler